# Jezuitski kolegij v Celovcu
Jezuitski kolegij v Celovcu je bil jezuitski kolegij v Celovcu, ustanovljen leta 1605. Imel je izpostavi v Millstattu in Dobrli vasi.

## Rektorji
- seznam rektorjev Jezuitskega kolegija v Celovcu